# Al-Fayha Football Club
L'Al-Fayha Football Club, noto come Al-Fayha, (in arabo: نادي الفيحاء) è una società calcistica saudita di Al-Majma'ah. Milita nella Lega saudita professionistica, la massima serie del campionato saudita di calcio.
Gioca in tenuta arancio-rossa e disputa le partite interne allo stadio Città dello sport di Al-Majma'ah, impianto da 7 000 posti inaugurato nel 1990. Le rivalità cittadine sono con Al-Faisaly e Al-Mujazzel, con cui condivide lo stadio.

## Storia
L'Al-Fayha Football Club fu fondato nel 1954 ad Al Majma'ah, ma fu registrato ufficialmente solo il 15 agosto 1966. Si tratta di uno dei club sauditi di più antica fondazione e del più vecchio club cittadino. L'Al-Fayha è il risultato della fusione di due diversi sodalizi, il Minikh e l'Al-Fayha, che si unirono per formare un'unica compagine che rappresentasse la città di Al Majma'ah.
Dalla sua fondazione il club svolge il ruolo di aggregatore sociale dei giovani del posto, che nel club trovano un luogo sicuro dove socializzare.
Nel 2003-2004 la squadra ottenne il secondo posto nella Seconda Divisione, la terza serie saudita, guadagnando così la promozione nella Prima Divisione per la prima volta. Trascorse quattro stagioni consecutive nel secondo livello del calcio nazionale, prima della retrocessione giunta al termine dell'annata 2007-2008. Nel 2013-2014 il club vinse il campionato di Seconda Divisione, la terza serie saudita, e tornò in Prima Divisione. Il 29 aprile 2017 ottenne la certezza aritmetica di entrare nelle prime posizioni del campionato cadetto, approdando così nella Lega saudita professionistica, la massima serie nazionale, per la prima volta. Vinse anche il titolo di seconda serie, la Prima Divisione, sei giorni dopo. Retrocesso in seconda divisione al termine della stagione 2019-2020, l'anno dopo il club guadagnò nuovamente la promozione.

## Palmarès

### Competizioni nazionali
- Prima Divisione: 1

2016-2017
- Coppa del Re dei Campioni: 1

2021-2022

#### Altri piazzamenti
- Supercoppa saudita:

Finalista: 2022

## Allenatori
- Rateb Al-Awadat (21 luglio 2013 – 21 agosto 2013)
- Makram Abdullah (23 agosto 2013 – 1º maggio 2014)
- Ahmed Labyad (7 maggio 2014 – 12 novembre 2014)
- Abderrazek Chebbi (13 novembre 2014 – 1º maggio 2015)
- Khalil Al-Masri (June 9, 2015 – 20 settembre 2015)
- Lassaad Maamar (September 28, 2015 – 2 maggio 2016)
- Al-Habib bin Ramadan (2 maggio 2016 – 10 maggio 2017)
- Constantin Gâlcă (20 maggio 2017 – 1º novembre 2017)
- Gustavo Costas (1º novembre 2017 – 15 ottobre 2018)
- Slavoljub Muslin (15 ottobre 2018 – 2 febbraio 2019)
- Noureddine Zekri (5 febbraio 2019 – 17 maggio 2019)
- Jorge Simão (8 giugno 2019 – 27 agosto 2020)
- Yousef Al-Ghadeer (27 agosto 2020 – 10 settembre 2020)
- Al-Habib bin Ramadan (24 settembre 2020 – 1º giugno 2021)
- Vuk Rašović (21 giugno 2021 – 30 giugno 2024)
- Chrīstos Kontīs (8 luglio 2024 – )

## Organico

### Rosa 2024-2025
Aggiornata al 30 ottobre 2024.
| N. |                                 | Ruolo | Calciatore                  |
| -- | ------------------------------- | ----- | --------------------------- |
| 1  | Arabia Saudita (bandiera)       | P     | Abdulraouf Abdulaziz Issa   |
| 2  | Arabia Saudita (bandiera)       | D     | Mukhair Al-Rashidi          |
| 3  | Brasile (bandiera)              | D     | Rangel                      |
| 4  | Arabia Saudita (bandiera)       | D     | Sami Al-Khaibari (capitano) |
| 5  | Inghilterra (bandiera)          | D     | Chris Smalling              |
| 6  | Arabia Saudita (bandiera)       | C     | Saud Zaydan                 |
| 7  | Nigeria (bandiera)              | C     | Henry Onyekuru              |
| 8  | Spagna (bandiera)               | C     | Alejandro Pozuelo           |
| 9  | Uruguay (bandiera)              | A     | Renzo López                 |
| 10 | Zambia (bandiera)               | A     | Fashion Sakala              |
| 11 | Venezuela (bandiera)            | C     | Aldry Contreras             |
| 13 | Bosnia ed Erzegovina (bandiera) | C     | Gojko Cimirot               |
| 14 | Arabia Saudita (bandiera)       | C     | Mansor Al-Beshe             |
| 15 | Arabia Saudita (bandiera)       | C     | Abdulhadi Al-Harajin        |

| N. |                           | Ruolo | Calciatore          |
| -- | ------------------------- | ----- | ------------------- |
| 19 | Arabia Saudita (bandiera) | A     | Mohammed Majrashi   |
| 22 | Arabia Saudita (bandiera) | D     | Mohammed Al-Baqawi  |
| 23 | Serbia (bandiera)         | A     | Milan Pavkov        |
| 27 | Arabia Saudita (bandiera) | C     | Sultan Mandash      |
| 29 | Arabia Saudita (bandiera) | C     | Nawaf Al-Harthi     |
| 33 | Arabia Saudita (bandiera) | D     | Hussein Al-Shuwaish |
| 37 | Brasile (bandiera)        | C     | Ricardo Ryller      |
| 52 | Panama (bandiera)         | P     | Orlando Mosquera    |
| 66 | Arabia Saudita (bandiera) | C     | Mohammed Abousaban  |
| 80 | Serbia (bandiera)         | C     | Osama Al-Khalaf     |
| 88 | Serbia (bandiera)         | P     | Vladimir Stojković  |
| 98 | Arabia Saudita (bandiera) | D     | Muhannad Al-Qaydhi  |
| 99 | Arabia Saudita (bandiera) | A     | Malek Al-Abdulmenem |

### Rosa 2023-2024
Aggiornata al 29 luglio 2023.
| N. |                           | Ruolo | Calciatore                  |
| -- | ------------------------- | ----- | --------------------------- |
| 1  | Arabia Saudita (bandiera) | P     | Abdulraouf Abdulaziz Issa   |
| 2  | Arabia Saudita (bandiera) | D     | Mukhair Al-Rashidi          |
| 3  | Brasile (bandiera)        | D     | Rangel                      |
| 4  | Arabia Saudita (bandiera) | D     | Sami Al-Khaibari (capitano) |
| 5  | Inghilterra (bandiera)    | D     | Chris Smalling              |
| 6  | Arabia Saudita (bandiera) | C     | Saud Zidan                  |
| 7  | Nigeria (bandiera)        | C     | Henry Onyekuru              |
| 8  | Spagna (bandiera)         | C     | Alejandro Pozuelo           |
| 9  | Uruguay (bandiera)        | A     | Renzo López                 |
| 10 | Zambia (bandiera)         | A     | Fashion Sakala              |
| 11 | Arabia Saudita (bandiera) | A     | Khalid Kaabi                |
| 16 | Arabia Saudita (bandiera) | C     | Ali Al-Nemer                |
| 17 | Arabia Saudita (bandiera) | D     | Abdullah Al-Shamekh         |

| N. |                                 | Ruolo | Calciatore          |
| -- | ------------------------------- | ----- | ------------------- |
| 19 | Arabia Saudita (bandiera)       | A     | Mohammed Majrashi   |
| 22 | Arabia Saudita (bandiera)       | D     | Mohammed Al-Baqawi  |
| 23 | Serbia (bandiera)               | A     | Milan Pavkov        |
| 27 | Arabia Saudita (bandiera)       | C     | Sultan Mandash      |
| 33 | Arabia Saudita (bandiera)       | D     | Hussein Al-Shuwaish |
| 37 | Brasile (bandiera)              | C     | Ricardo Ryller      |
| 66 | Arabia Saudita (bandiera)       | C     | Mohammed Abousaban  |
| 80 | Serbia (bandiera)               | C     | Osama Al-Khalaf     |
| 88 | Serbia (bandiera)               | P     | Vladimir Stojković  |
| 98 | Arabia Saudita (bandiera)       | D     | Muhannad Al-Qaydhi  |
| 99 | Arabia Saudita (bandiera)       | A     | Malek Al-Abdulmenem |
|    | Arabia Saudita (bandiera)       | D     | Nawaf Al-Harthi     |
|    | Bosnia ed Erzegovina (bandiera) | C     | Gojko Cimirot       |

### Rosa 2021-2022
Aggiornata al 24 luglio 2021.
| N. |                                 | Ruolo | Calciatore                  |
| -- | ------------------------------- | ----- | --------------------------- |
| 1  | Arabia Saudita (bandiera)       | P     | Moslem Al Freej             |
| 2  | Arabia Saudita (bandiera)       | D     | Mukhair Al-Rashidi          |
| 3  | Arabia Saudita (bandiera)       | D     | Bander Nasser               |
| 4  | Arabia Saudita (bandiera)       | D     | Sami Al-Khaibari (capitano) |
| 5  | Arabia Saudita (bandiera)       | D     | Naif Almas                  |
| 6  | Arabia Saudita (bandiera)       | C     | Yousef Al-Harbi             |
| 8  | Arabia Saudita (bandiera)       | C     | Abdulrahman Al-Safri        |
| 10 | Arabia Saudita (bandiera)       | C     | Abdullah Al-Dossari         |
| 16 | Arabia Saudita (bandiera)       | C     | Ali Al-Nemer                |
| 18 | Arabia Saudita (bandiera)       | C     | Abdulmalek Al-Shammeri      |
| 19 | Bosnia ed Erzegovina (bandiera) | C     | Gojko Cimirot               |
| 20 | Niger (bandiera)                | C     | Amadou Moutari              |
| 22 | Arabia Saudita (bandiera)       | D     | Mohammed Al-Baqawi          |
| 23 | Arabia Saudita (bandiera)       | P     | Marwan Al-Haidari           |

| N. |                               | Ruolo | Calciatore            |
| -- | ----------------------------- | ----- | --------------------- |
| 24 | Arabia Saudita (bandiera)     | D     | Ahmed Bamsaud         |
| 25 | Arabia Saudita (bandiera)     | C     | Ali Al-Zaqaan         |
| 26 | Arabia Saudita (bandiera)     | C     | Fawaz Al-Torais       |
| 27 | Arabia Saudita (bandiera)     | C     | Sultan Mandash        |
| 33 | Arabia Saudita (bandiera)     | D     | Hussein Al-Shuwaish   |
| 37 | Brasile (bandiera)            | C     | Ricardo Ryller        |
| 47 | Arabia Saudita (bandiera)     | A     | Rayan Al-Bloushi      |
| 66 | Arabia Saudita (bandiera)     | C     | Mohammed Abousaban    |
| 81 | Arabia Saudita (bandiera)     | C     | Ibrahim Al-Barakah    |
| 88 | Serbia (bandiera)             | P     | Vladimir Stojković    |
| 90 | Arabia Saudita (bandiera)     | P     | Rashed Al-Mwinea      |
| 92 | Macedonia del Nord (bandiera) | C     | Aleksandar Trajkovski |
| 99 | Arabia Saudita (bandiera)     | A     | Malek Al-Abdulmenem   |

### Rosa 2020-2021
Rosa e numerazione aggiornate all'8 febbraio 2021.
| N. |                               | Ruolo | Calciatore               |
| -- | ----------------------------- | ----- | ------------------------ |
| 1  | Arabia Saudita (bandiera)     | P     | Moslem Al Freej          |
| 2  | Arabia Saudita (bandiera)     | D     | Mokhier Al-Rashidi       |
| 3  | Arabia Saudita (bandiera)     | D     | Bander Al-Mutairi        |
| 4  | Arabia Saudita (bandiera)     | D     | Sami Khaybari            |
| 6  | Capo Verde (bandiera)         | D     | Gegé                     |
| 9  | Macedonia del Nord (bandiera) | A     | Aleksandar Trajkovski    |
| 10 | Arabia Saudita (bandiera)     | C     | Abdulah Al-Mutairi       |
| 11 | Arabia Saudita (bandiera)     | A     | Hamad Al Juhaim          |
| 18 | Arabia Saudita (bandiera)     | C     | Hassan Jafari (capitano) |
| 21 | Arabia Saudita (bandiera)     | A     | Muhand Awad              |
| 22 | Arabia Saudita (bandiera)     | P     | Fahad Al-Shammari        |
| 23 | Arabia Saudita (bandiera)     | D     | Awn Al-Saluli            |
| 24 | Arabia Saudita (bandiera)     | D     | Ahmed Bamsaud            |

| N. |                           | Ruolo | Calciatore                |
| -- | ------------------------- | ----- | ------------------------- |
| 25 | Nigeria (bandiera)        | A     | Tunde Adeniji             |
| 50 | Arabia Saudita (bandiera) | C     | Talal Majrashi            |
| 66 | Arabia Saudita (bandiera) | C     | Ahmad Al-Suhail           |
| 80 | Arabia Saudita (bandiera) | D     | Mokhaier Al-Rashidi       |
|    | Arabia Saudita (bandiera) | D     | Abdulaziz Al-Mansour      |
|    | Arabia Saudita (bandiera) | A     | Muteb Al-Najrani          |
|    | Arabia Saudita (bandiera) | P     | Khaled Al-Muqaitib        |
|    | Arabia Saudita (bandiera) | P     | Mansour Jawhar            |
|    | Arabia Saudita (bandiera) | D     | Mohammed Kareem Al Baqawi |
|    | Ghana (bandiera)          | C     | Samuel Owusu              |
|    | Costa d'Avorio (bandiera) | D     | Soualio Dabila Ouattara   |
|    | Grecia (bandiera)         | C     | Panagiōtīs Tachtsidīs     |

#### Rosa 2019-2020
Rosa e numerazione aggiornate al 20 dicembre 2019.
| N. |                           | Ruolo | Calciatore             |
| -- | ------------------------- | ----- | ---------------------- |
| 1  | Arabia Saudita (bandiera) | P     | Moslem Al Freej        |
| 2  | Arabia Saudita (bandiera) | D     | Mokhier Al-Rashidi     |
| 3  | Arabia Saudita (bandiera) | D     | Bander Al-Mutairi      |
| 4  | Arabia Saudita (bandiera) | D     | Sami Khaybari          |
| 5  | Brasile (bandiera)        | C     | Rafael Assis           |
| 6  | Curaçao (bandiera)        | D     | Gegé                   |
| 7  | Arabia Saudita (bandiera) | A     | Rangi                  |
| 8  | Brasile (bandiera)        | C     | Neto                   |
| 9  | Cile (bandiera)           | A     | Ronnie Fernández       |
| 10 | Arabia Saudita (bandiera) | C     | Abdulah Al-Mutairi     |
| 11 | Arabia Saudita (bandiera) | A     | Hamad Al Juhaim        |
| 12 | Arabia Saudita (bandiera) | C     | Abdulkarim Al-Qahtani  |
| 14 | Arabia Saudita (bandiera) | C     | Muhannad Fallatah      |
| 16 | Arabia Saudita (bandiera) | C     | Abdulrahman Al-Barakah |
| 17 | Arabia Saudita (bandiera) | C     | Hani Al-Subayani       |

| N. |                           | Ruolo | Calciatore               |
| -- | ------------------------- | ----- | ------------------------ |
| 18 | Arabia Saudita (bandiera) | C     | Hassan Jafari (capitano) |
| 19 | Ghana (bandiera)          | C     | Samuel Owusu             |
| 22 | Arabia Saudita (bandiera) | P     | Fahad Al-Shammari        |
| 24 | Arabia Saudita (bandiera) | D     | Ahmed Bamsaud            |
| 27 | Arabia Saudita (bandiera) | D     | Abdullah Kno             |
| 30 | Arabia Saudita (bandiera) | D     | Awn Al-Saluli            |
| 32 | Arabia Saudita (bandiera) | D     | Omar Al-Mzeal            |
| 50 | Arabia Saudita (bandiera) | C     | Talal Majrashi           |
| 55 | Arabia Saudita (bandiera) | D     | Nawaf Al-Sabhi           |
| 77 | Portogallo (bandiera)     | C     | Arsénio                  |
| 80 | Arabia Saudita (bandiera) | D     | Mokhaier Al-Rashidi      |
| 99 | Giordania (bandiera)      | P     | Amer Shafi               |
|    | Arabia Saudita (bandiera) | A     | Muteb Al-Najrani         |
|    | Arabia Saudita (bandiera) | C     | Mutaz Tmbacti            |
|    | Arabia Saudita (bandiera) | A     | Abdulla Al-Salem         |